# رپنکا
رپنکا (انگلیسی: Repenka) یک شهرک در بخش آلکسیفسکی استان بلگورود کشور روسیه است.